# Степски твор
Степски твор (лат. Mustela eversmanii) је животињска врста из рода ласица (Mustela), пореклом из средње и источне Европе и средње Азије.

## Обележја
Главно обележје степског твора је знатно светлије крзно, а дужина тела им варира од 30 до 80 cm. Трудноћа траје 39 до 43 дана, а рађа се обично шест до осам младунаца. Живи на отвореним просторима у Европи и Азији. Станишта су им јазбине које копају сами. Степски твор једе углавном месо: глодаре, птице, гмизавце и водоземце. Храну лови у сумрак и ноћу.